# Novell GroupWise
 (janvier 2018).
Si vous disposez d'ouvrages ou d'articles de référence ou si vous connaissez des sites web de qualité traitant du thème abordé ici, merci de compléter l'article en donnant les références utiles à sa vérifiabilité et en les liant à la section « Notes et références ».
GroupWise, de Novell est un logiciel de courriel, groupware, et messagerie instantanée pour Linux et Microsoft Windows côté serveur, et Linux, Microsoft Windows, Mac OS et PDA côté client, qui prend en charge les protocoles POP3, IMAP4, SMTP, NNTP, LDAP, XMPP (Jabber) et d'autres. 
Les interfaces de programmation de GroupWise sont publiées.